# Castalius chota
Castalius chota är en fjärilsart som beskrevs av Swinhoe 1885. Castalius chota ingår i släktet Castalius och familjen juvelvingar. Inga underarter finns listade i Catalogue of Life.